# 聂作平
聂作平（1969年10月—），中国当代作家。四川富顺人，现居成都。中国作家协会会员，《中国国家地理》专栏作家，《精英会》总策划。已出版著作30余部。主要有随笔《历史的B面》、《历史的耻部》、《1644：帝国的疼痛》、《画布上的声音》、《天朝1793-1901》、《皇帝不可爱，国家怎么办》；长篇小说《自由落体》、《长大不成人》；主编有《中国第四代诗人诗选》。